# The ways of Zion do mourn

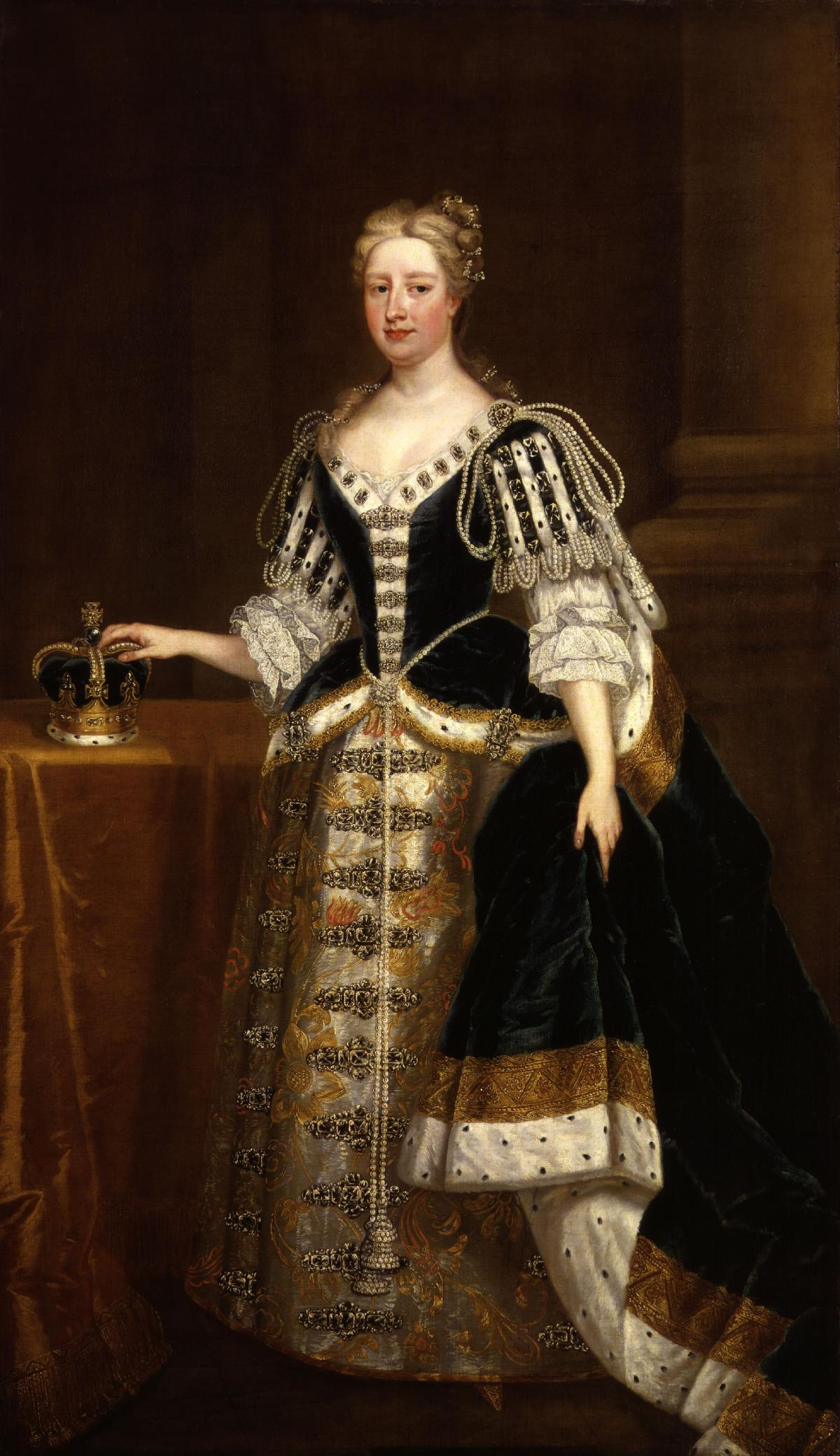
La reina Caroline, retrat de Charles Jervas l'any 1727

The ways of Zion do mourn («Els camins de Sió estan de dol», HWV 264, és una antífona (anthem) composta l'any 1737 per Georg Friedrich Händel. Fou un encàrrec per interpretar-la durant els funerals de la reina Caroline, esposa del rei d'Anglaterra Jordi II el 17 de desembre de 1737. Per això també es coneix com a Funeral Anthem for Queen Caroline. L'historiador musical i el primer biògraf de Handel, Charles Burney, va dir d'aquest anthem que "era la millor de totes les composicions de Handel".

## Context històric
L'obra fou composta en cinc dies (del 7 al 12 de desembre) a partir d'un encàrrec del rei; el text fou triat per un bisbe de l'Abadia de Westminster, Edward Willes, principalment a partir de dos llibres bíblics: el de les  Lamentacions i el de Job. Va ser interpretada el 17 de desembre de 1737 durant el funeral de la reina difunta a l'Abadia de Westminster amb la participació de més de cent instrumentistes i vuitanta cantants que pertanyien a diverses formacions reials. De manera unànime, va despertar admiració.
La reina Caroline, morta el 20 de novembre, coneixia Händel des de feia anys. S'havien trobat per primera vegada a Berlín, quan tots dos encara eren adolescents i, més tard, van tornar a coincidir a Hannover. Händel havia compost duos en italià per a la jove princesa que es casaria amb el Príncep elector i futur rei d'Anglaterra. Caroline havia mostrat un gran interès per a la seva música i l'havia donat un suport fidel; fou amiga i protectora del compositor. Ella era una intèrpret amateur i tenia un gran interès per les qüestions artístiques i intel·lectuals. Händel va quedar molt afectat quan va morir i va compondre «el més esplèndid i el més emocionant dels homenatges funeraris». (J.F. Labie)

## Anàlisi
El text de l'antífona és un arranjament de versicles bíblics triats de diversos llibres de l'Antic i del Nou Testament. L'autor és desconegut però podria molt bé ser el mateix Händel, perquè tenia un bon coneixement de les santes escriptures. El duc de Chandos, antic patró de Händel, va escriure sobre l'himne: "la composició era molt bona i s'adaptava molt adequadament a la malenconia del moment". La música connecta amb la tradició del coral luterà (Händel i la reina eren luterans) així com amb la tradició polifònica anglesa que té com a referent Orlando Gibbons. Händel va revisar l'himne i el va reutilitzar per a la secció inicial del seu oratori Israel a Egipte el 1739.
El número coral "Their bodies are buried in peace" fa servir la música de l' Ecce quomodo moritur justus de Jacob Handl. El tema del primer cor va ser usat per Mozart per a la música del moviment "Requiem aeternam" de la seva missa de Rèquiem.

### Estructura
L'anthem està escrit per a quatre solistes vocals (soprano, contralt, tenor i baix), un cor mixt i orquestra de corda, dos oboès i baix continu.
|                | Part | Text anglès                                            | Font |
| Sinfonia       | |                                                        |      |
| Cor            | The ways of Zion do mourn and she is in bitterness;all her people sighand hang down their heads to the ground | Lamentacions 1:4, Lamentacions 1:11, Lamentacions 2:10 |      |
| Cor            | How are the mighty fall'nShe that was great among the nacions and princess of the províncies! | Samuel II 1:19, Lamentacions 1:1                       |      |
| Cor            | She es va poder righteousness and it clothed her; her judgment was ha vestit and ha diadem | Job 29:14                                              |      |
| Cor i solistes | When the ear heard her, then it blessed her,and when the eye saw her, it gave witness of her | Job 29:11                                              |      |
| Cor            | She delivered the poor that cried, the fatherlessand him that had none to help himKindness, meekness and comfort were her tongue teix there was any virtue, and teix there was any praise, she thought es those things | Job 29:11, Eclesiàstic36:25, Filipencs 4:8             |      |

## Enregistraments
- Norma Burrowes (soprano), Charles Brett (contratenor), Martyn Hill (tenor), Stephen Varcoe (bass), the Monteverdi Choir, the Monteverdi Orchestra, John Eliot Gardiner, conductor. CD: Apex Records 2564611422.